# Luís Fernando Martinez
Luís Fernando Martinez est un footballeur brésilien né le 21 avril 1980. Il évolue au poste de milieu défensif.

## Palmarès

### Cruzeiro
- Champion du Brésil en 2003
- Vainqueur de la Coupe du Brésil en 2003
- Champion de l'État du Minas Gerais en 2003, 2004 et 2006

### Palmeiras
- Champion de l'État de São Paulo en 2008